# Antoni Sobecki
Antoni Sobecki – pułkownik w powstaniu kościuszkowskim, major z chorągwią 5. Pułku Koronnego Przedniej Straży w 1791 roku.